# Zelomorpha concinna
Zelomorpha concinna är en stekelart som först beskrevs av Brulle 1846.  Zelomorpha concinna ingår i släktet Zelomorpha och familjen bracksteklar. Inga underarter finns listade i Catalogue of Life.